# Пулены

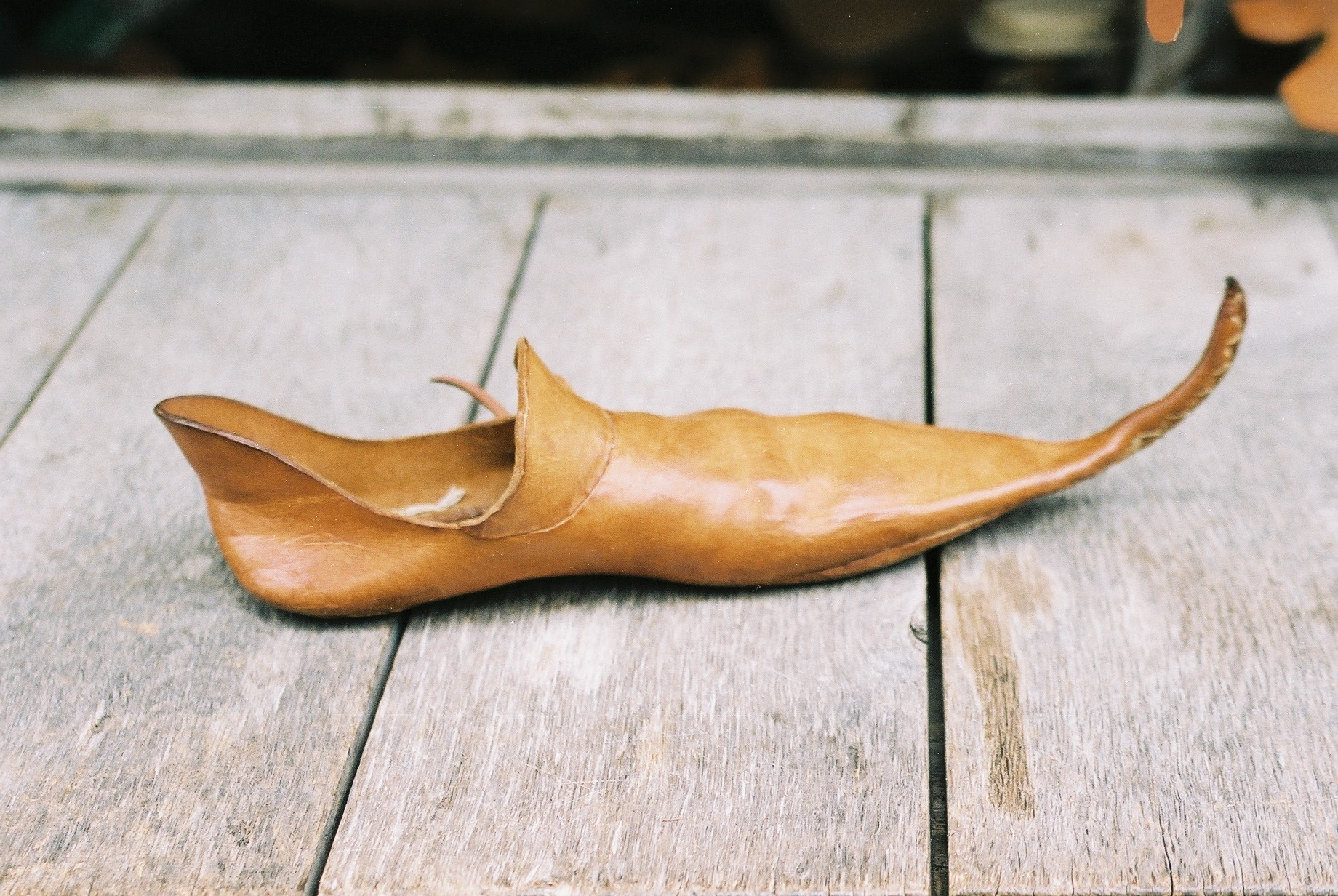
Средневековые пулены

Пулены (или кракове, или клювовидные башмаки) — мягкие кожаные башмаки без каблуков и часто без твёрдой подошвы, с заострёнными носами, популярные в Европе в XIV—XV веках. Название обуви связано с тем, что такую обувь носила делегация польской знати, посетившая Анну, жену английского короля Ричарда II. Название «кракове» обозначало обувь в целом, а «пулены» (фр. poulaine, souliers a la poulaine — «туфли по польской моде») — длинный носок.
Завезены пулены в Европу с Востока (бабуши) во время крестовых походов XII—XIII веков. В XIV веке обувь стала очень узкой, носочная часть такой длинной, что её свернули в трубочку. В этот период мода принимает причудливые формы, во многом ухудшающие функциональные качества обуви. Чем длиннее носок был у ботинка, тем богаче и знатнее считался его хозяин. Модники в XVI веке соединяли кончики носков пулен серебряной цепочкой с отворотами башмаков и подвешивали на месте их соединения маленькие бубенчики. Чтобы носки пулен (длиной до 60 см) не мешали при ходьбе, в них клали китовый ус или подвязывали тесьмой.

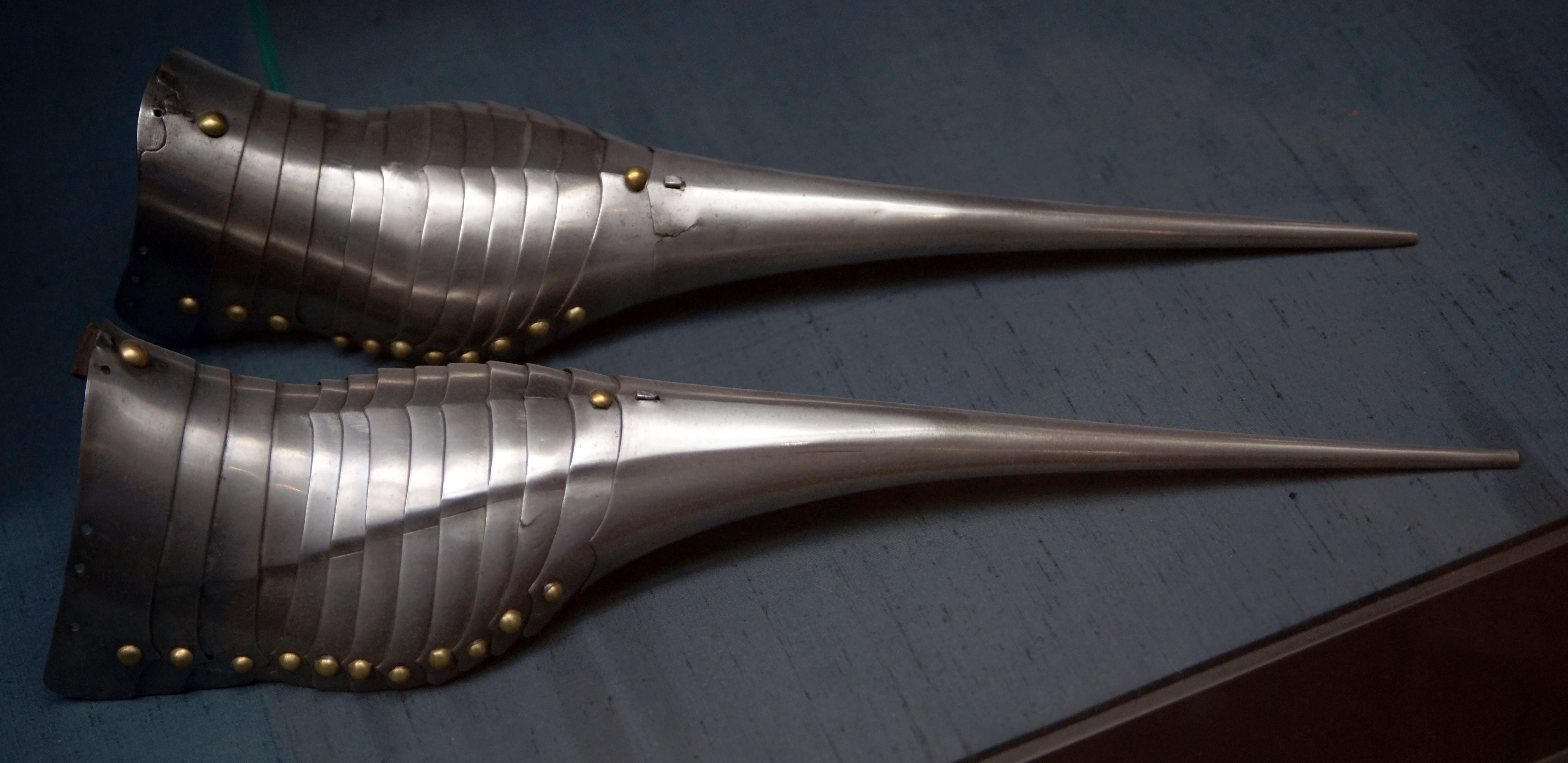
Сабатоны императора Максимилиана I, около 1485 года

Шились пулены из кожи или бархата, подошвы изготавливались в несколько слоёв грубой свиной или бычьей кожи. Их носили и мужчины, и женщины, но особенно их любила молодёжь за счёт относительной дешевизны и простоты изготовления (изготовление занимало около пяти—шести часов и несколько дней на проклейку) в то время по сравнению с другими типами обуви.
Мода коснулась и военной формы рыцарей: кованные железные ботинки с длинными носками назывались саботины.
Король Англии Эдуард IV запретил изготовление и ношение пуленов с длиной носков более пяти сантиметров.
С XV века пулены постепенно выходили из моды. В Италии их почти не носили с конца XIV века, а к началу XV — разве только некие экстравагантные люди.

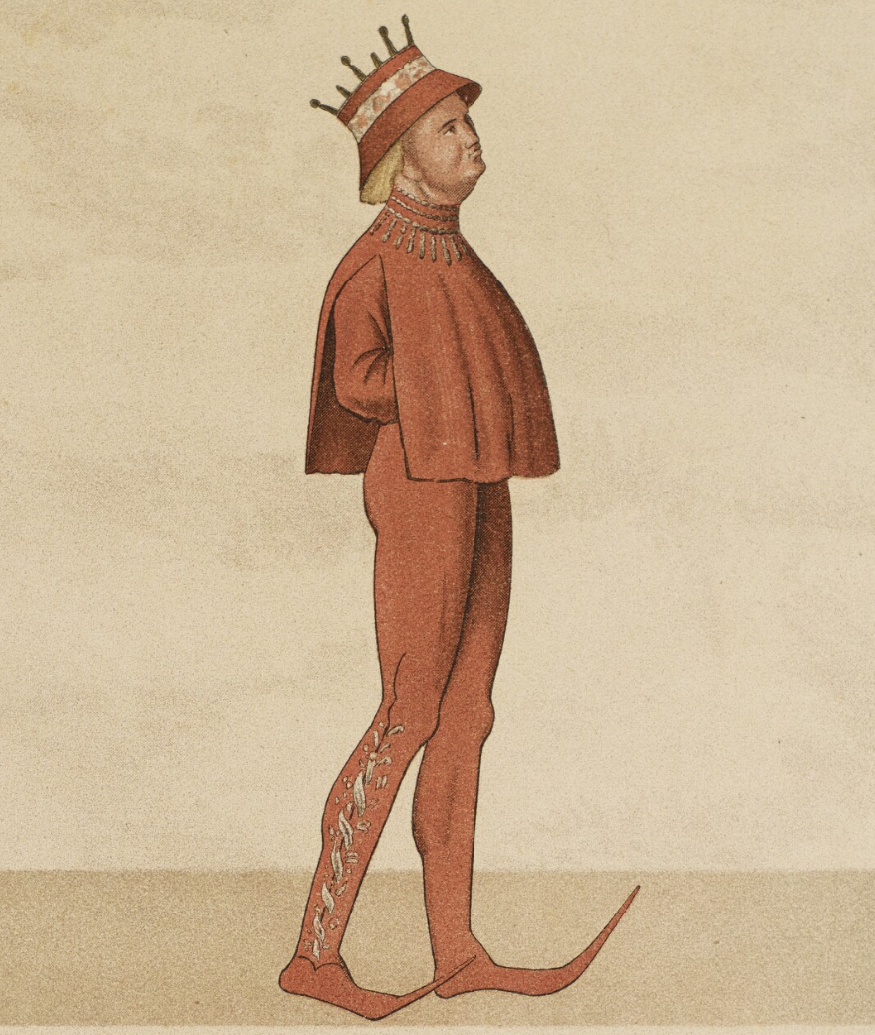
Кристофер III Баварский, XV век
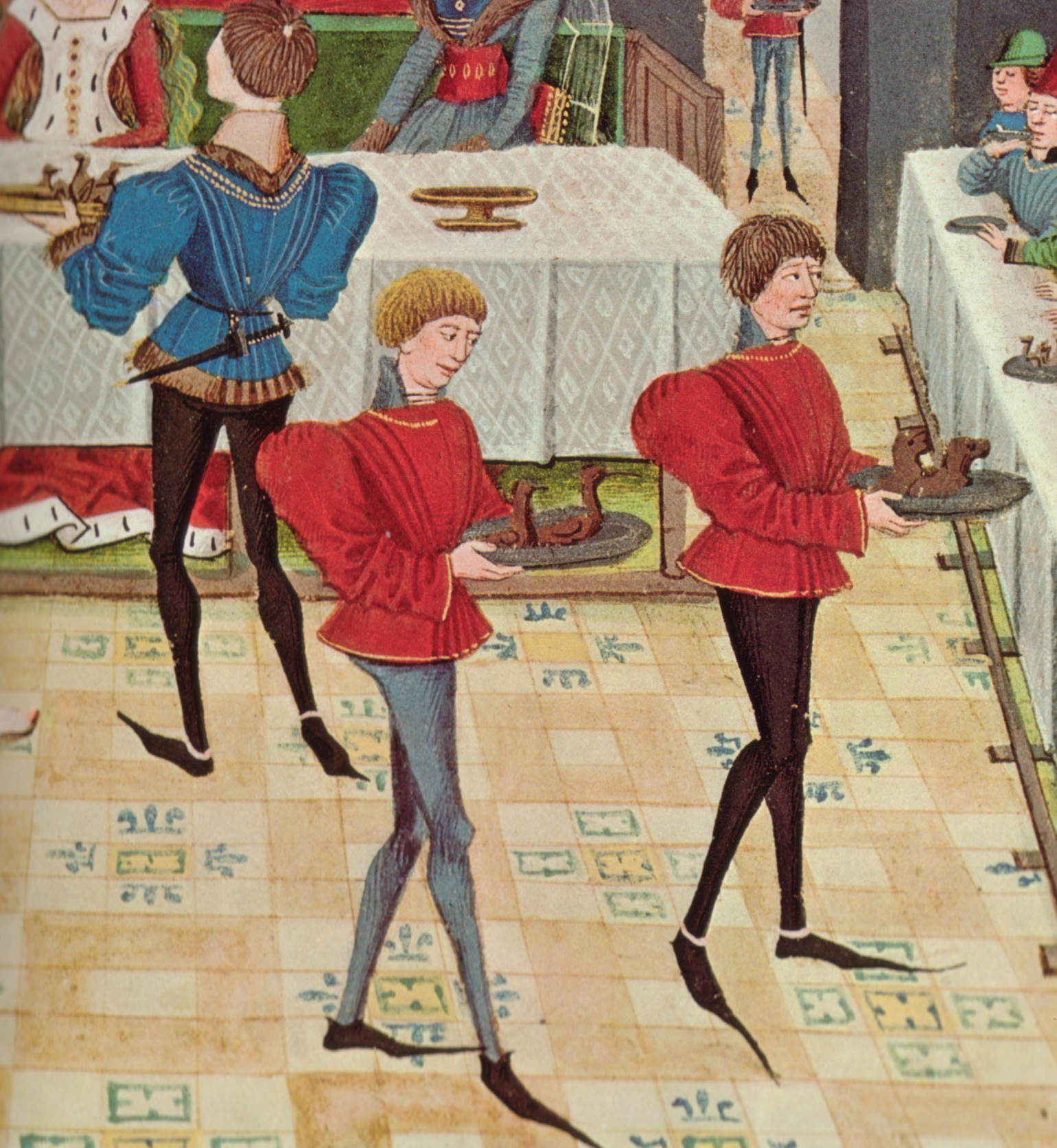
Фрагмент манускрипта «Ринальд», XV век
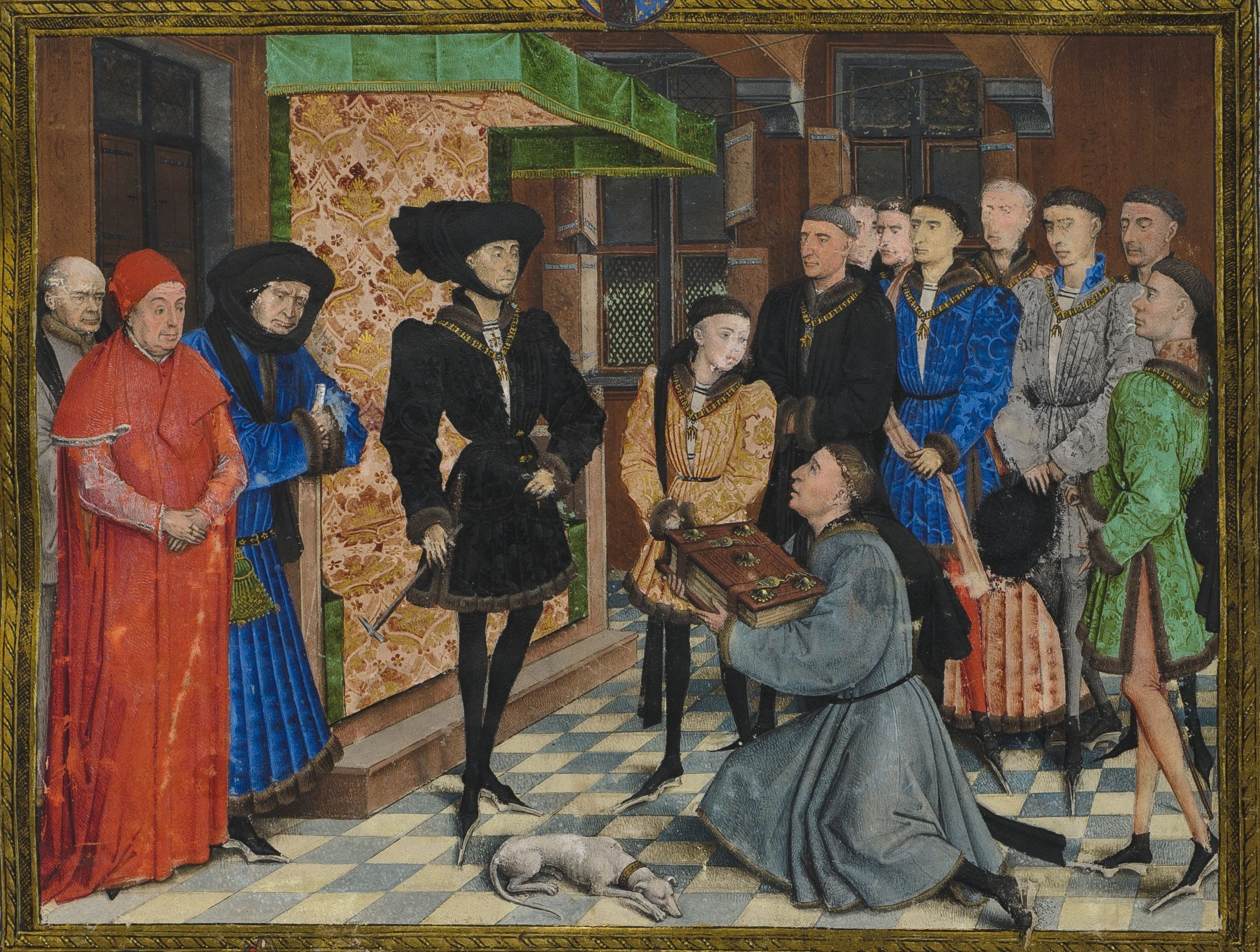
Рогир ван дер Вейден - иллюстрация из "Хроники Эно[нидерл.]" (1447)
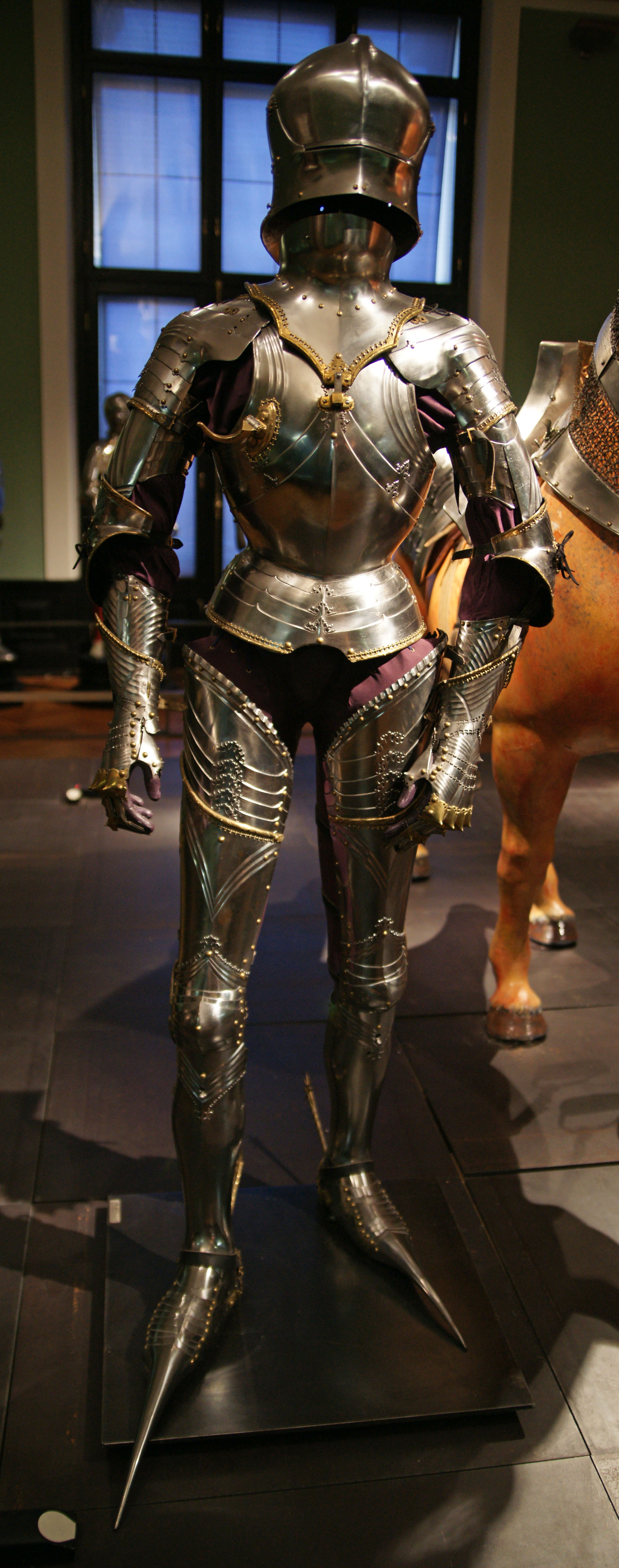
Доспех и саботины Максимилиана I, около 1485 года
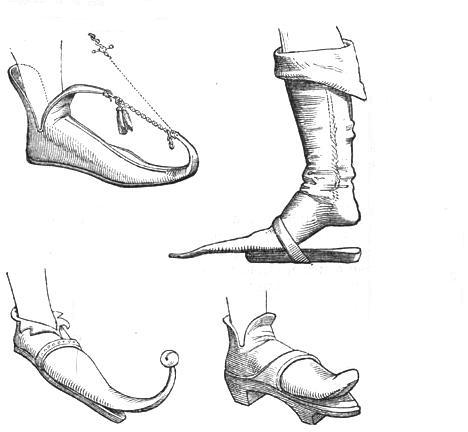